# A. R./Star-Crossed
Az A. R./Star-Crossed Itó Kanako japán énekesnő tizenharmadik kislemeze, egyben első dupla A-oldalas korongja, amely 2010. július 28-án jelent meg a Frontier Works kiadó jóvoltából. A dal Itó Vector című válogatásalbumának második kislemeze.
Az A. R. című dal a Steins;Gate visual novel összes változatában hallható betétdal, míg a Star-Crossed a Starry Sky in Spring PlayStation Portable marokkonzolos videójáték zárófőcím-dalaként hallható.
A korong a hatvanharmadik helyen mutatkozott be a japán Oricon eladási listán 1400 eladott példánnyal. A listán mindössze két hetet töltött el és összesen 1763 példány kelt el belőle.

## Számlista
| CD (FVCG-1119) | CD (FVCG-1119)           | CD (FVCG-1119)   | CD (FVCG-1119)   | CD (FVCG-1119)  | CD (FVCG-1119) | CD (FVCG-1119) | CD (FVCG-1119) | CD (FVCG-1119) | CD (FVCG-1119) |
| #              | Cím                      | Dalszöveg        | Zene             | Hangszerelő     | Hossz          |                |                |                |                |
| -------------- | ------------------------ | ---------------- | ---------------- | --------------- | -------------- | -------------- | -------------- | -------------- | -------------- |
| 1.             | A. R.                    | Sikura Csijomaru | Sikura Csijomaru | Iszoe Tosimicsi | 4:31           |                |                |                |                |
| 2.             | Star-Crossed             | Lynn             | Ajabe Kenzaburo  | Ueno Kódzsi     | 5:17           |                |                |                |                |
| 3.             | A. R. (Off Vocal)        | –                | Sikura Csijomaru | Iszoe Tosimicsi | 4:30           |                |                |                |                |
| 4.             | Star-Crossed (Off Vocal) | –                | Szuda Josihiro   | Iszoe Tosimicsi | 5:16           |                |                |                |                |
| 19:34          |                          |                  |                  |                 |                |                |                |                |                |